# 青龍宮 (臺北市)
青龍宮位於台灣台北市雙園街，為主祀九龍三公之道教廟宇。該建物興建於1960年，今為位於台北萬華區之仿古廟宇建築。另外，該廟宇的組織型態為管理人制，祭典日期則是每年農曆之五月初四。